# 松山駅 (福岡県)
松山駅（まつやまえき）は、福岡県田川郡糸田町にある平成筑豊鉄道糸田線の駅である。駅番号はHC52。

## 歴史
- 1997年（平成9年）3月22日：開業[1]。

## 駅構造
単式ホーム1面1線の地上駅である。無人駅で駅舎はない。外部とは階段とスロープで結ばれ、バリアフリー対応である。愛称として「カモの駅」と名付けられている。

## 駅周辺
駅そばには福岡県道420号金田糸田田川線が通る。駅脇には中元寺川をまたぐ歩道橋がある。
- 北区運動公園
- 日吉神社
- 若草学園（福祉型障がい児施設）
- 大熊橋
- 桑野組生コン販売事業部

## 隣の駅
平成筑豊鉄道
■糸田線
豊前大熊駅 (HC51) - 松山駅 (HC52) - 糸田駅 (HC53)